# Amitabh Bachchan
Amitabh Harivansh Bachchan (hindi अमिताभ बच्चन, əmɪˈtaːbʱ ˈbəttʃən, transliterat: IPA; n. 11 octombrie 1942, Allahabad, India), cunoscut de asemenea și sub numele de Big B, este un actor indian de film. El este de asemenea cântăreț, politician și om de afaceri. Bachchan este considerat unul din cele mai mari staruri al industriei de film indiene.

## Bachchan ca un simbol național
A devenit celebru în anii '70 pentru filme precum Deewaar și Zanjeer. Într-o carieră de mai mult de patru decenii, a jucat în mai mult de 180 de filme. Bachchan este considerat unul din actorii cu cea mai mare influență din istoria cinematografiei indiene. Între anii 1984-1987 a fost membru al Parlamentului Indiei.
Bachchan a câștigat numeroase premii în cariera sa, incluzând patru premii naționale de film ca cel mai bun actor și multe premii la festivaluri internaționale de film și ceremonii de premiere. El a câștigat cincisprezece premii Filmfare și este cel mai nominalizat interpret în orice categorie de acțiune majoră la Filmfare, cu 41 de nominalizări în ansamblu. În plus față de actorie, Bachchan a lucrat ca interpret din spatele cadrului, producător de film și prezentator de televiziune. El a găzduit mai multe sezoane ale spectacolului de joc Kaun Banega Crorepati, versiunea din India a jocului Vrei să fii milionar?. De asemenea, a intrat în politică pentru o perioadă în anii 1980.

## Filmografie
- 1969: Saat Hindustani
- 1971: Anand
- 1971: Guddi
- 1971: Parwana
- 1971: Pyar Ki Kahani
- 1971: Yaar Meri Zindagi
- 1972: Bansi Birju
- 1972: Bombay to Goa
- 1972: Ek Nazar
- 1972: Jaban
- 1972: Piya Ka Ghar
- 1972: Raaste Ka Patthar
- 1972: Sanjog
- 1973: Abhimaan
- 1973: Baandhe Haath
- 1973: Gehri Chaal
- 1973: Namak Haram
- 1973: Saudagar
- 1973: Zanjeer
- 1974: Benaam
- 1974: Kasauti
- 1974: Kunwaara Baap
- 1974: Majboor
- 1974: Roti Kapada aur Makaan
- 1975: Chhoti Si Baat
- 1975: Chupke Chupke
- 1975: Deewaar
- 1975: Faraar
- 1975: Mili
- 1975: Sholay
- 1975: Zameer
- 1976: Hera Pheri
- 1976: Do Anjaane
- 1976: Kabhi Kabhie
- 1977: Adalat
- 1977: Aalap
- 1977: Amar Akbar Anthony
- 1977: Imaan Dharam
- 1977: Khoon Paseena
- 1977: Parvarish
- 1978: Besharam
- 1978: Don
- 1978: Ganga Ki Saugandh
- 1978: Kasme Vaade
- 1978: Trishul
- 1979: The Great Gambler
- 1979: Jurmaana
- 1979: Kaala Patthar
- 1979: Manzil
- 1979: Mr. Natwarlaal
- 1979: Muqaddar Ka Sikandar
- 1979: Suhaag
- 1980: Do Aur Do Panch
- 1980: Dostaana
- 1980: Ram Balraam
- 1980: Shaan
- 1981: Barsaat Ki Ek Raat
- 1981: Kaalia
- 1981: Laawaris
- 1981: Naseeb
- 1981: Silsila
- 1981: Yaraana
- 1982: Bemisaal
- 1982: Desh Premee
- 1982: Khuddar
- 1982: Namak Halaal
- 1982: Nastik
- 1982: Satte Pe Satta
- 1982: Shakti
- 1983: Andha Kanoon
- 1983: Coolie
- 1983: Mahaan
- 1983: Pukar
- 1984: Inquilaab
- 1984: Sharaabi
- 1985: Mard
- 1985: Geraftaar
- 1986: Aakhree Rasta
- 1987: Shahenshah
- 1988: Ganga Jamuna Saraswati
- 1988: Hero Hiralal
- 1989: Jaadugar
- 1989: Main Azaad Hoon
- 1989: Toofan
- 1990: Aaj Ka Arjun
- 1990: Agneepath
- 1991: Ajooba
- 1991: Akayla
- 1991: Hum
- 1991: Indrajeet
- 1992: Khuda Gawah
- 1994: Insaniyat
- 1997: Mrityudaata
- 1998: Major Saab
- 1998: Bade Miyan Chhote Miyan
- 1999: Lal Baadshah
- 1999: Sooryavansham
- 1999: Hindustan Ki Kasam
- 1999: Kohraam
- 2000: Mohabbatein
- 2001: Ek Rishta – The Bond of Love
- 2001: Lagaan
- 2001: Aks
- 2001: Kabhi Khushi Kabhie Gham
- 2002: Aankhen
- 2002: Hum Kisise Kum Nahi
- 2002: Agnivarsha
- 2002: Kaante
- 2003: Armaan
- 2003: Baghban
- 2004: Khakee
- 2004: Aetbaar
- 2004: Ab Tumhare Hawale Watan Saathiyo
- 2004: Veer-Zaara
- 2004: Hum Kaun Hai?
- 2004: Kyun! Ho Gaya Na...
- 2004: Deewaar
- 2004: Lakshya
- 2004: Dev
- 2005: Black
- 2005: Waqt
- 2005: Bunty und Babli
- 2005: Parineeta
- 2005: Paheli
- 2005: Sarkar
- 2005: Viruddh
- 2005: Dil yo bhi kahey
- 2006: Kabhi Alvida Naa Kehna
- 2006: Baabul
- 2006: Family: Ties of Blood
- 2007: Eklavya - The Royal Guardian
- 2007: Nishabd
- 2007: Jhoom Barabar Jhoom
- 2007: Cheeni Kum
- 2007: Om Shanti Om
- 2007: The Last Lear
- 2008: Bhoothnath
- 2008: Sarkar Raj
- 2009: Aladin
- 2009: Paa
- 2010: Teen Patti
- 2010: Rann
- 2010: Kandahar
- 2011: Department
- 2011: Bbuddah… Hoga Terra Baap
- 2011: Aarakshan
- 2011: Shoebite
- 2012: English Vinglish
- 2012: Taalismaan
- 2013: Marele Gatsby
- 2014: Bhoothnath Returns
- 2015: Shamitabh
- 2015: Piku
- 2016: Wazir
- 2016: Te3n
- 2016: Pink
- 2017: Sarkar 3

## Legături externe
- Amitabh Bachchan la Internet Movie Database